# Cristoforo Giacobazzi
Cristoforo Giacobazzi (ur. w Rzymie, zm. 7 października 1540 w Perugii) – włoski kardynał.

## Życiorys
Był synem Jacoma Giacobazziego i Camilli de Astallis. Jego edukację przeprowadził wuj, kardynał Domenico Giacobazzi. 23 marca 1523 został mianowany biskupem Cassano. Nominacja nastąpiła wskutek rezygnacji z diecezji jego wuja. Wkrótce potem Giacobazzi rozpoczął pracę w Rocie Rzymskiej, a w latach 1534-1536 był datariuszem Jego Świątobliwości. 22 grudnia 1536 został kreowany kardynałem prezbiterem i otrzymał diakonię Sant’Anastasia. Wraz z kardynałem Rodolfem Pio, był legatem papieskim, który negocjował pokój między cesarzem rzymskim Karolem V i królem Francji Franciszkiem I, w 1537 roku.